# DragonForce
I DragonForce sono un gruppo musicale power metal britannico formatosi a Londra nel settembre 1999.
I DragonForce hanno coniato il termine extreme power metal (che non va confuso con il metal estremo) per definire il loro stile musicale, caratterizzato da drumming e ritmiche estremamente veloci accompagnate da continui virtuosismi di chitarra. Pur essendosi il gruppo formato a Londra, la maggior parte dei membri proviene da altri paesi.

## Storia del gruppo

### Primi anni (1999–2000)

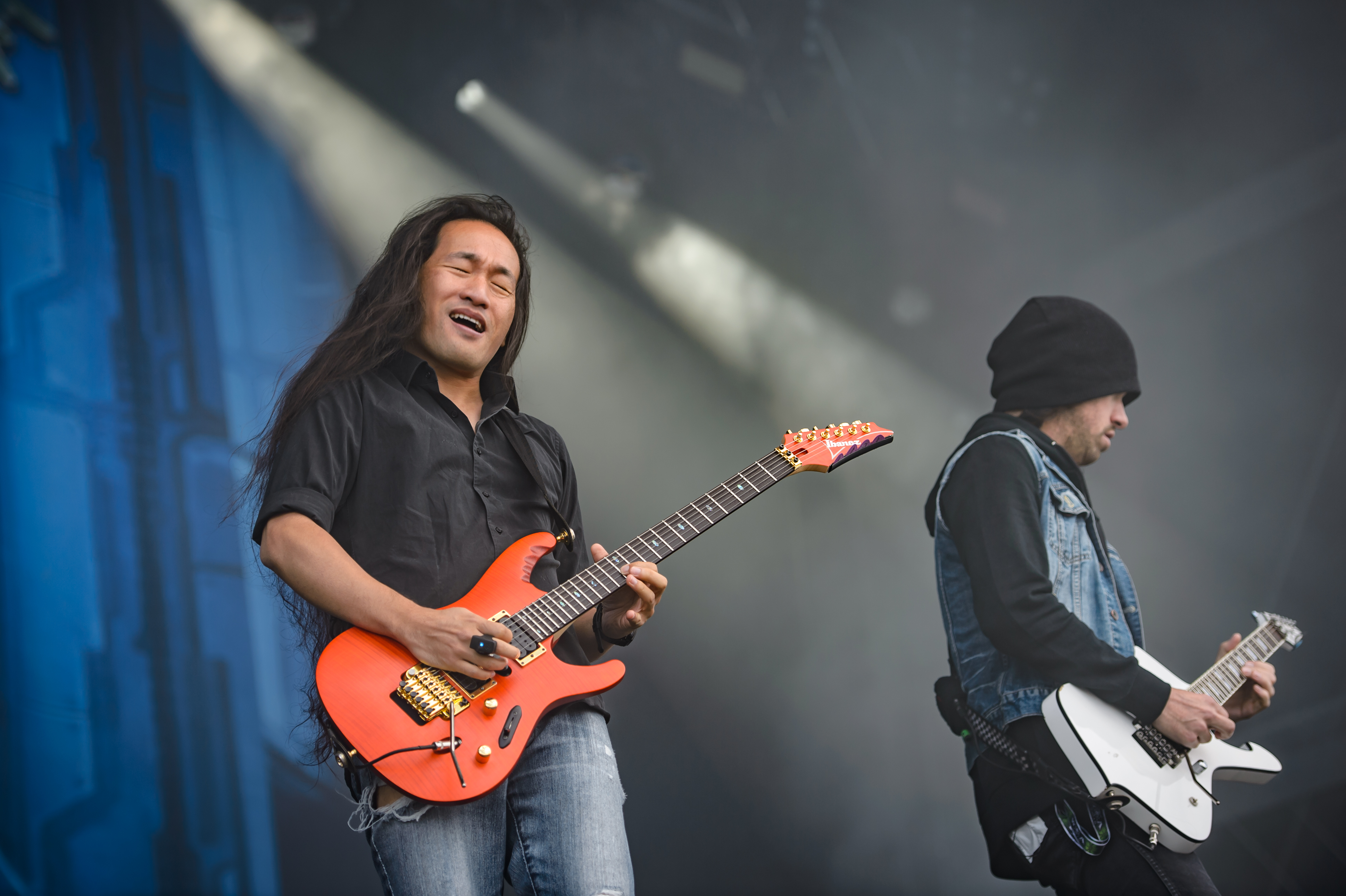
Herman Li e Sam Totman, fondatori del gruppo, al Wacken Open Air 2016

Il gruppo nacque in seguito allo scioglimento dei Demoniac, gruppo nel quale militarono i chitarristi Herman Li, Sam Totman e il batterista Matej Setinc. I tre decisero di fondare un nuovo gruppo, chiamato DragonHeart. Successivamente si aggiunse in formazione il bassista Steve Scott e il cantante ZP Theart, il quale entrò nel gruppo in seguito ad un annuncio pubblicato dai DragonHeart su un giornale. La formazione si completò con l'arrivo del tastierista Steve Williams. Passato poco tempo, tuttavia, Setinc abbandonò il gruppo per tornare in Slovenia per concludere gli studi.
Nell'aprile 2000 i DragonHeart entrarono negli Thin Ice Studios con il produttore Karl Groom per registrare il demo Valley of the Damned, avvalendosi del batterista temporaneo Peter Hunt. Nel frattempo, anche Williams abbandonò la formazione per dedicarsi ad altri progetti. Al suo posto fu chiamato temporaneamente il tastierista Clive Nolan, con il quale completarono il demo. Per concludere l'anno 2000, il gruppo fu chiamato dagli Stratovarius come spalla nel loro tour inglese, mentre nel dicembre del 2000 Williams rientrò per breve tempo nel gruppo, uscendone poco dopo insieme a Scott, e nell'anno successivo, reclutata una nuova formazione composta dal tastierista Vadym Pružanov, dal bassista Diccon Harper (già nei Demoniac) e dal batterista Didier Almouzni, il gruppo modificò il proprio nome in DragonForce per evitare omonimie con un altro gruppo.

### Valley of the DamnedeSonic Firestorm(2001–2004)

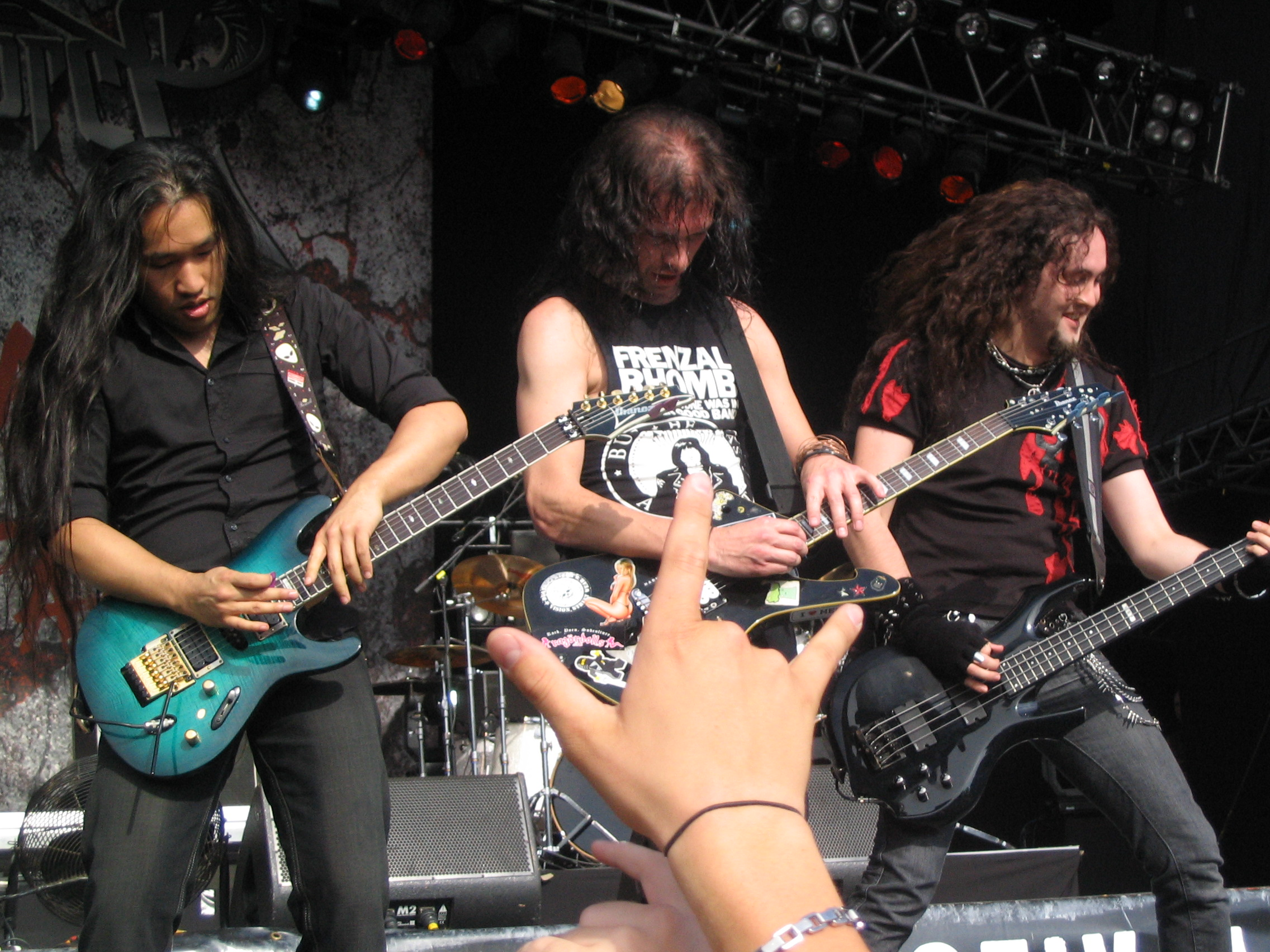
Il gruppo al Tuska Open Air 2007

La prima metà del 2001 fu passata a scrivere le canzoni per il primo album e a cercare di accordarsi con una casa discografica. Il gruppo cominciò un tour nel Regno Unito e riuscì a firmare un contratto con Sanctuary/Noise Records nel marzo 2002. L'album, Valley of the Damned, è stato registrato in tre studi diversi tra maggio e ottobre 2002. Poco prima la pubblicazione dell'album Harper lasciò il gruppo a causa di un'artrite. Successivamente, il gruppo si imbarcò per un tour europeo accompagnato dal bassista Adrian Lambert. Al termine dello stesso, Almouzni abbandonò il gruppo e fu rimpiazzato da Dave Mackintosh dei Bal-Sagoth.
Agli inizi del 2004 il gruppo si recò in studio per registrare il suo secondo album, Sonic Firestorm, pubblicato nell'aprile dello stesso anno. Successivamente si imbarcò per un nuovo tour.

### Inhuman Rampage(2005–2007)
Il 2005 vede la composizione del terzo album, Inhuman Rampage, la cui data di uscita è il 20 giugno 2006 in Canada e negli Stati Uniti d'America, ed un breve tour in Nord America. L'album è stato registrato fra marzo e settembre 2005 nei Thin Ice Studios nel Surrey (Regno Unito) e negli LamerLuser Studios di Londra. Il brano d'apertura dell'album, Through the Fire and Flames, uscito anche come singolo, è stato scelto tra le tracce bonus del videogioco Guitar Hero III: Legends of Rock, ed è considerato il più difficile del gioco e anche dell'intera saga. Il brano è stato scelto per dimostrare le potenzialità del gioco. Successivamente all'uscita di Guitar Hero, i DragonForce hanno visto incrementare drasticamente le vendite dei loro album.

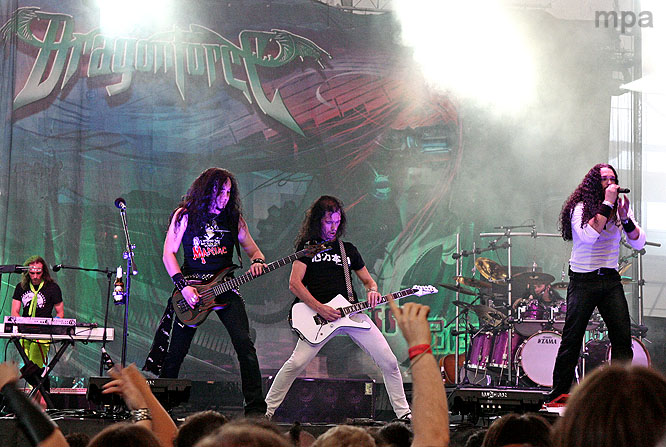
I Dragonforce con ZP Threat alla voce

Nel periodo successivo alla registrazione dell'album, Adrian Lambert ha abbandonato il gruppo per motivi familiari. Il gruppo ha deciso di aprire un contest rivolto ai fan, i quali hanno avuto la possibilità di spedire direttamente ai DragonForce un proprio provino audio/video che sarebbe poi stato valutato dagli stessi. La scelta è ricaduta su Fred Leclercq, leader dei Maladaptive, il quale partecipò all'Inhuman Rampage European Tour: The First Strike, tour in collaborazione con gli Edguy.

### Ultra Beatdowne l'addio di ZP Theart (2008–2010)

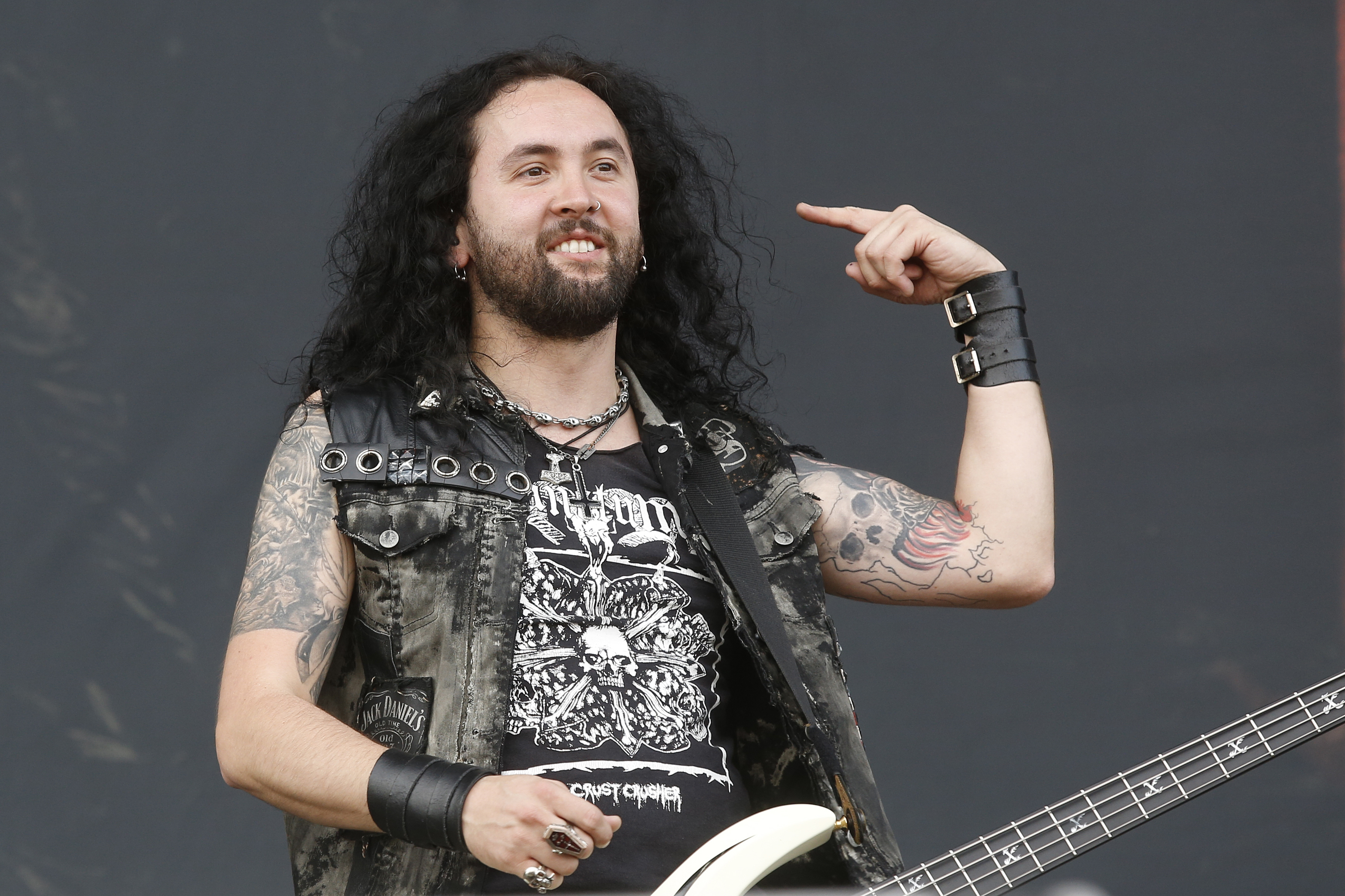
Frédéric Leclercq nel 2013

Nel giugno 2008 i DragonForce hanno annunciato l'uscita del quarto album, intitolato Ultra Beatdown e pubblicato il 25 agosto dello stesso anno. Quest'ultimo è stato seguito da un tour iniziato ad ottobre assieme ai Turisas, che poi è continuato in Australia e nel Regno Unito. Il 4 luglio è stato pubblicato il primo singolo estratto dall'album, Heroes of Our Time, uscito inizialmente sul loro profilo MySpace e successivamente reso disponibile per il download digitale sull'iTunes Store. Il relativo videoclip è stato invece pubblicato il 9 luglio. Il 22 gennaio 2009 è stata annunciata l'anteprima del video per il nuovo singolo estratto, The Last Journey Home, in esclusiva per gli utenti di xBox Live. Il 27 gennaio il video è stato caricato sul sito web della Roadrunner Records.
Il 9 marzo 2010, tramite il sito ufficiale, i DragonForce hanno annunciato la dipartita del cantante ZP Theart. Secondo quanto affermato dal chitarrista Herman Li, il motivo della separazione sarebbero state le insormontabili differenze in ambito musicale. La band ha cominciato a comporre canzoni per un ipotetico nuovo album ed ha aperto le audizioni per trovare un nuovo cantante.
Il 13 settembre 2010 in Europa (il 14 negli Stati Uniti d'America e in Canada), i DragonForce hanno pubblicato il loro primo album dal vivo, intitolato Twilight Dementia. Le tredici canzoni totali, divise in due CD, sono state registrate in diciannove spettacoli nel Regno Unito e, a detta del chitarrista Herman Li, l'idea è stata quella di registrare ogni singolo spettacolo dell'ultima tappa del tour, in modo da poter scegliere il meglio di ogni canzone senza bisogno di fare qualsiasi sovraincisione in studio, mantenendo il tutto molto "live".

### L'arrivo di Marc Hudson,The Power WithineReaching into Infinity(2011–presente)

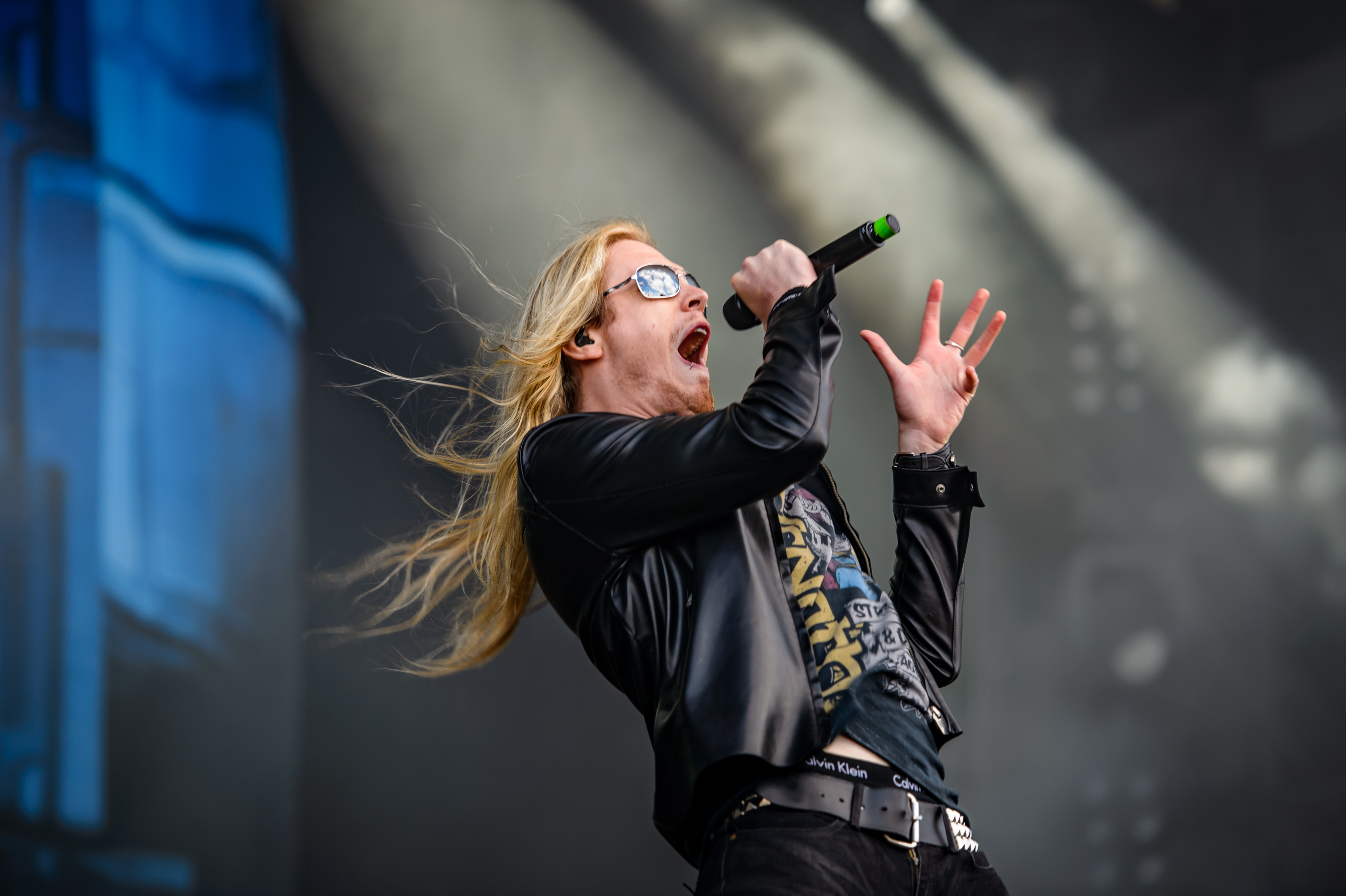
L'attuale cantante Marc Hudson

Nel 2011, dopo una lunga ricerca su Internet, i DragonForce hanno annunciato ufficialmente l'entrata in formazione del cantante Marc Hudson, il quale ha dichiarato: 
Emily Ovenden, cantante degli inglesi Pythia, è apparso come voce ospite nel quinto album del gruppo, intitolato The Power Within e pubblicato il 15 aprile 2012.
Il 2 febbraio 2017 il gruppo annuncia tramite il loro account Instagram il nuovo album intitolato Reaching into Infinity pubblicando una delle nove parti componenti la copertina dello stesso.

### Extreme Power Metal(2018–presente)
Il 10 giugno 2019, dopo più di due anni di inattività con i DragonForce, Pruzhanov ha annunciato di aver lasciato ufficialmente il gruppo già nel maggio 2018. Nel luglio 2019 il gruppo ha rivelato l'uscita dell'ottavo album in studio Extreme Power Metal per il 27 settembre dello stesso anno. Le parti di tastiera sono state curate da Coen Janssen degli Epica.
Il 14 agosto anche Leclercq ha annunciato il proprio abbandono dai DragonForce per lavorare su altri progetti musicali.

## Formazione

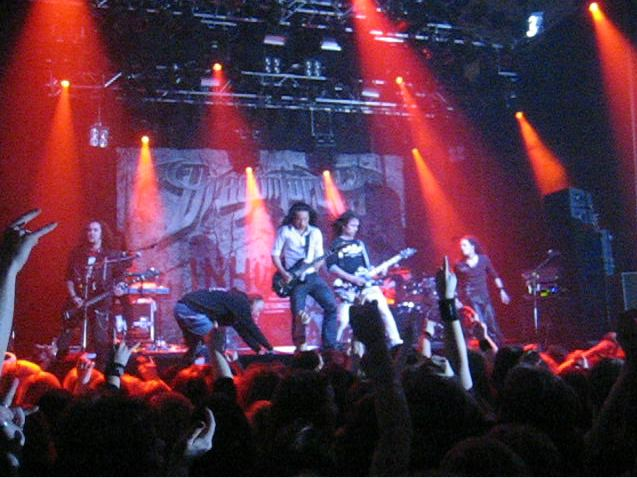
il gruppo al Finnish Metal Expo 2007

### Attuale
- Marc Hudson – voce (2011–presente)
- Herman Li – chitarra, cori (1999–presente)
- Sam Totman – chitarra, cori (1999–presente)
- Alicia Vigil – basso, cori (2020–presente)
- Gee Anzalone – batteria, cori (2014–presente)

### Ex componenti
- Matej Setinc – batteria (1999)
- Steve Williams – tastiere, keytar, cori (1999–2000)
- Steve Scott – basso, cori (1999–2000)
- Diccon Harper – basso, cori (2000–2002)
- Didier Almouzni – batteria (1999–2003)
- Adrian Lambert – basso (2002–2005)
- ZP Theart – voce (1999–2010)
- Dave Mackintosh – batteria, cori (2003–2014)
- Vadym Pružanov – tastiere, keytar, sintetizzatore, theremin, cori (2001–2018)
- Frédéric Leclercq – basso, cori (2005–2019)

## Discografia

### Album in studio
- 2003 – Valley of the Damned
- 2004 – Sonic Firestorm
- 2006 – Inhuman Rampage
- 2008 – Ultra Beatdown
- 2012 – The Power Within
- 2014 – Maximum Overload
- 2017 – Reaching into Infinity
- 2019 – Extreme Power Metal
- 2024 – Warp Speed Warriors

### Album dal vivo
- 2010 – Twilight Dementia
- 2015 – In the Line of Fire... Larger Than Live